# Xudadat bəy Rəfibəyov

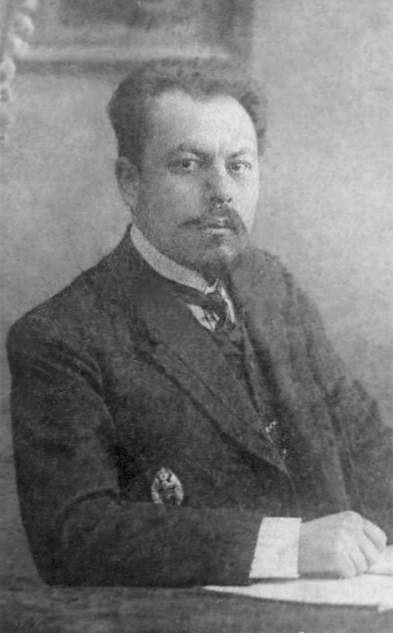
Xudadat bəy Rəfibəyov

Xudadat bəy Rəfibəyov (eingedeutscht Chudadat bäj Räfibäjli; * 12. Januar 1878 in Elisawetpol, Russisches Kaiserreich; † 1. Juni 1920 auf der Insel Nargin nahe Baku, Sowjetaserbaidschan) war ein aserbaidschanischer Arzt, Politiker und Staatsmann. Er war für eine kurze Zeit Gesundheitsminister der Demokratischen Republik Aserbaidschan (1918–1920).

## Werdegang
Rəfibəyov wurde in die Familie von Ələkbər Rəfibəyov (Äläkbär Räjibäjli), einem zu seiner Zeit bekannten Pädagogen und Philanthropen aus Elisawetpol hineingeboren. Er finanzierte vor allem das Studium begabter Kinder aus armen Verhältnissen und war einer der Initiatoren der Eröffnung der ersten türkischen Schule in der Stadt.
Rəfibəyov absolvierte 1903 die medizinische Fakultät (Fachrichtung Chirurgie) der Kaiserlichen Charkiw-Universität (heute Nationale W.-N.-Karasin-Universität Charkiw). Nach dem Studium kehrte er in seine Geburtsstadt zurück. Auf eine Initiative wurde eine Gesellschaft zur Erforschung des literarischen Erbes von Nezami gegründet. Gleichzeitig veröffentlichte er viele wissenschaftliche Abhandlungen.
Rəfibəyov beteiligte sich aktiv am Gründungsprozess der Demokratischen Republik Aserbaidschan (DRA). Vom Juni bis Ende Dezember 1918 war er Gesundheitsminister der DRA und gehörte der regierenden Musawat-Partei an.
Nach dem Rücktritt des Regierungskabinetts von Fətəli Xan Xoyski im März 1919 wurde Rəfibəyov per Dekret zum Gouverneur von Gəncə ernannt.
Mit der Auflösung der DRA durch Sowjets am 28. April 1920 musste Rəfibəyov als Gouverneur zurücktreten und die Macht an das neu geschaffene Revolutionskomitee abtreten. Nach der blutigen Niederschlagung des antisowjetischen Aufstandes in Gəncə wurde er am 27. Mai 1920 festgenommen und wenige Tage später auf der Insel Nargin (im Kaspischen Meer) südlich von Baku erschossen. Neben ihm wurden 79 weitere Staatsmänner, darunter İsmayıl Bəy Ziyadxanov und zahlreiche Militärs hingerichtet.

## Privates
Rəfibəyov war verheiratet und hatte drei Kinder. Seine Tochter Nigar Rəfibəyli wurde später eine der berühmtesten aserbaidschanischen Poetessen des 20. Jahrhunderts. Ihr Sohn ist der Schriftsteller Anar.